# La Savinosa
La Savinosa, conocida también con el nombre de preventorio olvidado de Tarragona, fue un centro que tenía como objetivo acoger a niños pobres, de diferentes puntos de España, que se encontraban en riesgo de desarrollar enfermedades debido a la miseria.
Este centro fue ideado por la Mancomunidad. Se construyó durante la dictadura de Primo de Rivera y posteriormente, fue inaugurado durante la Segunda República.
Llucià Schmid Vilardaga fue la persona que permitió la creación y desarrollo de la Savinosa. Murió en 1911 sin descendencia y decidió dejar su herencia a la Diputación. Esta herencia se utilizó para la compra de cinco edificios, localizados entre las playas de la Savinosa y la Arrabassada, que fueron destinados a la atención y prevención de la tuberculosis. 
En 1966 fue clausurado. 